# Lommel
Lommel (en limburguès Kinder) és un municipi belga de la província de Limburg a la regió de Flandes. Està compost per les seccions de Balendijk, Barrier, Gelderhorsten, Heeserbergen, Heide-Heuvel, Kattenbos, Kerkhoven, Kolonie, Lommel Centrum, Lutlommel, Stevensvennen, Lommel-Werkplaatsen i Blauwe Kei.

## Evolució demogràfica des de 1816
Font:INS

## Llista de burgmestres
- 1808 - 1813 : Jan Aerts, catòlic
- 1813 - 1847 : Willem Koekhofs, catòlic
- 1847 - 1857 : Jan Daels, catòlic
- 1857 - 1861 : Jan Van Leemput, catòlic
- 1861 - 1863 : Hendrik Alen, catòlic
- 1863 - 1872 : Peter Slegers, catòlic
- 1872 - 1879 : Peter Stevens, catòlic
- 1879 - 1885 : Jan ALen, catòlic
- 1885 - 1890 : Jan Vandenboer, catòlic
- 1891 - 1904 : Peter Senders, catòlic
- 1904 - 1921 : Petrus Van Ham, catòlic
- 1921 - 1923 : Joannes Bouly, catòlic
- 1924 - 1927 : Peter Joosten, catòlic
- 1927 - 1941 : Joseph Tournier, liberal-catòlic
- 1941 - 1944 : Petrus Luykx, nacionalista flamenc
- 1944 - 1945 : Joseph Tournier, liberal-catòlic
- 1945 - 1958 : Rik Van Reempst, catòlic
- 1959 - 1979 : René Verhoeven, catòlic
- 1979 - 1988 : Staf Matthijs, catòlic
- 1989 - 2006 : Louis Vanvelthoven, socialista
- 2007 - : Peter Vanvelthoven, socialista